# Megalodontes eversmanni
Megalodontes eversmanni is een vliesvleugelig insect uit de familie van de Megalodontesidae. De wetenschappelijke naam van de soort is voor het eerst geldig gepubliceerd in 1870 door Freymuth.